# Јеврејске деноминације
Јеврејски верски покрети, који се понекад називају „деноминацијама“, укључују различите групе које су се међу Јеврејима развијале од давнина. Данас је главна подела између „традиционалног јудаизма“ (ортодоксног и конзервативног) и реформистичког, уз неколико мањих покрета. Ова конфесионална структура углавном је присутна у Сједињеним Државама, док су у Израелу присутне поделе између хареди јудаизма (харедим), верског ционизма (датим), масортима (традиционалнисти) и хилони (секуларних) Јевреја.
Покрети се разликују у погледима на различита питања. Ова питања укључују ниво поштовања, методологију за тумачење и разумевање јеврејског закона, библијско ауторство, текстуалну критику и природу или улогу Месије (или месијанског доба). У овим покретима уочавају се разлике у литургији, посебно у језику на којем се обављају службе, са традиционалнијим покретима који истичу хебрејски. Најоштрија теолошка подела се дешава између ортодоксних и неортодоксних Јевреја који се следе друге деноминације, тако да се неортодоксни покрети понекад заједнички називају „либералним деноминацијама“ или „прогресивним токовима“.

## Терминологија
Неки Јевреји одбацују термин деноминација као ознаку за различите групе и идеологије унутар јудаизма, тврдећи да појам деноминације има специфичну хришћанску резонанцу која се не преводи лако у јеврејски контекст. Међутим, последњих година Амерички јеврејски годишњак усвојио је израз „деноминација“, као и многи научници и теолози.
Уобичајени термини су покрети, као и деноминације, подврсте, традиције, групације, огранци, трендови и слично.
Саме јеврејске групе одбацују за себе назив секта. Секте су традиционално дефинисане као верске подгрупе које су се одвојиле од главног дела и то раздвајање с временом обично постане непоправљиво. Унутар јудаизма, појединци и породице често мењају припадност, а појединци се могу слободно венчавати, иако се главне конфесије не слажу око тога ко је Јевреј. Није необично да свештенство и јеврејски просветни радници обучени у некој од либералних конфесија служе у другој, а ако немају много избора, многе мале јеврејске заједнице комбинују елементе неколико покрета да би постигле одржив ниво чланства.
Односи између јеврејских верских покрета су различити; понекад их обележава међуконфесионална сарадња ван домена халахе (јеврејског закона), попут Њујоршког одбора рабина, а понекад не. Неки од покрета понекад сарађују удружујући се једни с другима у федерације заједница и у организације кампуса као што је Хилелова Фондација. Јеврејске верске конфесије разликују се од јеврејских етничких подела и јеврејских политичких покрета, али су често повезане са њима.

## Самаританизам
Самарићани себе сматрају директним потомцима племена Јефрем и Манасија у северном Израелском краљевству, које је Асирија освојила 722. п. н. е. Савремена генетика сугерише извесну истину како у тврдњама Самарићана, тако и у тврдњама Јевреја из Талмуда.
Самарићанска Торе чува верзију Торе у помало измењеним облицима. Прве историјске референце на Самарићане потичу из доба вавилонског ропства. Према Талмуду, Самарићане треба третирати као Јевреје у стварима у којима се њихова пракса слаже са главним током, али се иначе третирају као нејевреји. Самарићани су се смањили на две заједнице од око 700 појединаца. Једна таква заједница налази се у израелском граду Холон, док се друга налази у близини Наблуса на планини Геризим, на Западној обали.
Данас Самарићани треба да званично прођу кроз формални прелазак у јудаизам да би се сматрали Јеврејима. Један од примера је израелска ТВ личност Софи Цедака која је одгајана као Самарићанка а преведена је на јудаизам у 18. години.

## Секте из времена Другог храма
Пре уништења Другог храма 70. године не, Јевреји римске провинције Јудеја били су подељени у неколико покрета, који су понекад ратовали међу собом: фарисеји, садукеји, есени, зилоти и на крају рани хришћани. Многи историјски извори попут Јосифа Флавија, Новог завета и пронађених фрагмената свитака са Мртвог мора сведоче о поделама међу Јеврејима у ово време. Рабински списи из каснијих периода, укључујући Талмуд, даље потврђују ове древне расколе.
Главне унутрашње борбе током ове ере биле су између фарисеја и садукеја, као и раних хришћана, а такође и есена и зилота. Фарисеји су желели да одрже ауторитет и традиције класичних учења Торе и започели су рана учења Мишне, одржавајући ауторитет Синедриона, врховног јеврејског суда. Према Јосифу, садукеји су се разликовали од фарисеја по бројним доктринарним основама, нарочито одбацујући идеје о животу после смрти. Изгледа да су доминирали аристократијом и храмом, али њихов утицај на ширу јеврејску популацију био је ограничен. Есени су проповедали аскетски начин живота. Зилоти су заговарали оружану побуну против било које стране силе као што је Рим. Сви су се међусобно насилнички борили, што је довело до забуне и нејединства које се завршило разарањем Другог храма и пљачкањем Јерусалима од стране Рима. Јеврејски хришћани су били изворни јеврејски следбеници Исуса. Радикално тумачење Мојсијевог закона од стране Исусових ученика и њихово уверење да је он Син Божји, заједно са развојем Новог завета, осигурали су да хришћанство и јудаизам постану изразито различите религије.

## Рабински јудаизам
Већина токова модерног јудаизма развила се из фарисејског покрета, који је постао познат као рабински јудаизам (на хебрејском Јахадут Рабанит - יהדות רבנית) компилацијом Усмене Торе у Мишну. Након побуне Бар Кохбе и уништења Другог храма, остали покрети су нестали из историјских записа, али садукеји су вероватно наставили да постоје у неорганизованом облику још најмање неколико деценија.

## Нерабински јудаизам
Нерабински јудаизам - садукеји, караитски јудаизам, самаританизам и хајманот - у супротности је са рабинским јудаизмом и не признаје усмену Тору као божански ауторитет нити рабинске поступке који се користе за тумачење јеврејских списа.

### Караитски јудаизам
Традиција Qara'im опстаје у караитском јудаизму, а започета је почетком 9. века када су нерабински мудраци попут Венијамина Нахавандија и њихових следбеника одбацивање Усмене Торе од стране Анана бен Давида подигли на нови ниво тражећи једноставно значење текста Петокњижја. Караитски Јевреји прихватају само Петокњижје као богонадахнуто, не признајући ауторитет који рабини приписују основним рабинским делима попут Талмуда и Мидраша.

## Етнокултуралне поделе
Иако постоје бројне јеврејске етничке заједнице, постоји неколико које су довољно велике да се могу сматрати превладавајућим. Уопштено, оне не чине засебну религијску грану унутар јудаизма, већ засебну културну традицију (нусах) и обред молитве (минхаг). Јевреји Ашкенази чине око 75% светске јеврејске популације. Јевреји Сефарди и Јевреји Мизрахи чине највећи део остатка, са око 20% светске јеврејске популације. Израел има два главна рабина - једног за Ашкеназе, другог за Сефарде и Мизрахе. Преосталих 5% Јевреја подељено је у широку лепезу малих група (као што је Бета Израел, група етиопских Јевреја који следе Хајманот огранак јудаизма), од којих су неке близу изумирања као резултат асимилације и венчања у околне нејеврејске културе или друге јеврејске културе које их окружују.
Просветитељство је имало страшан ефекат на јеврејски идентитет и на идеје о значају и улози Јевреја. Због географске распрострањености и геополитичких целина погођених просветитељством, ова филозофска револуција је у суштини утицала само на заједницу Ашкеназа; међутим, због превласти заједнице Ашкеназа у израелској политици и јеврејском вођству широм света, ефекти су били значајни за све Јевреје.

### Сефардски и Мизрахи јудаизам
Сефардски јудаизам је пракса јудаизма коју примењују Сефарди (шпански и португалски Јевреји). Јевреји Мизрахи (укључујући Магребе) су оријентални Јевреји. Неке дефиниције „сефардског“ укључују и Мизрахе, од којих многи следе исте традиције богослужења, али имају различите етно-културне традиције.
Сефарди су првенствено потомци Јевреја са Пиринејског полуострва. Могу се поделити на породице које су протеране 1492. године и оне које су остале као крипто-Јевреји, Маране и оне који су отишли у следећих неколико векова. Религијским језиком, и од многих у савременом Израелу, термин се користи у ширем смислу како би обухватио све Јевреје османског или другог азијског или афричког порекла (Јевреји Мизрахи), без обзира имају ли историјску везу са Шпанијом, иако неки више користе појам да би се направила разлика између Сефарда и Мизраха.
Сефардске и мизрахи синагоге несефардски Јевреји уопштено сматрају ортодоксним или сефардским харедима, а првенствено се воде према ортодоксној традицији, иако се многи од следбеника можда неће придржавати степена поштовања на нивоу традиционалног ортодоксног веровања. На пример, многи верници ће се возити до синагоге на Шабат, кршећи халаху, док ће дискретно ући у синагогу како не би вређали окупљене строжије вернике.

За разлику од претежно ашкенаских реформистичких и реконструкционистичких деноминација, сефардски и мизрахи Јевреји који нису верници углавном верују да је тумачење и закони халахе ортодоксног јудаизма тачно и одговарајуће изворној филозофији јудаизма. Сефардски и миразхи рабини имају тенденцију да заузимају другачије и генерално блаже ставове о халахи него њихови ашкенаске колеге, али пошто су ти ставови засновани на пресудама талмудских учењака, као и на добро документованим традицијама које се могу повезати са познатим кодификаторима јеврејског закона, ашкенаски и хасидски рабини не верују да су ови ставови нетачни, већ да су одговарајуће тумачење халахе за Јевреје сефардског и мизрахи порекла.
Јеменски Јевреји - Дор Даим и други покрети - користе засебни обред који се назива балади. Јеменски и курдски Јевреји који говоре арамејски језик су једине заједнице које одржавају традицију читања Торе у синагоги и на хебрејском и на арамејском таргуму („преводу“). Већина нејеменских синагога има одређену особу звану Баал Корех, која чита из свитка Торе. У јеменској традицији, свака особа позвана да чита свитак Торе чита за себе.
Шас, верска политичка странка у Израелу, заступа интересе ортодоксних / хареди Сефарда и Мизраха.

### Ашкенаски покрети

#### Хасидски јудаизам
Хасидски јудаизам је основао Израел бен Елиезер (1700–1760), познат и као Бал Шем Тов, који се раније звао Freylechn („срећни“), а сада себе назива хасидима („побожни, свети“). Његови харизматични ученици привукли су много следбеника међу Јеврејима Ашкеназима и основали бројне хасидске групе широм Европе. Бал Шем Тов је дошао у време када су се јеврејске масе Источне Европе комешале у недоумици и разочарању које су произвела двојица озлоглашених јеврејских лажних месија, Шебатај Цви (1626–1676) и Јакоб Франк (1726–1791) и њихови следбеници. Хасидски јудаизам је на крају постао начин живота многих Јевреја у источној Европи. Хасиди су организовани у независне „судове“ или династије, на чијем је челу наследни духовни вођа - ребе. За разлику од осталих Ашкеназа, већина хасида користи неку варијацију Нусах Сефарда, мешавину ашкенаске и сефардске литургије, засновану на иновацијама кабалисте Исака Лурије. Неохасидизам је занимање за учења кабале и хасидизма од стране чланова других постојећих јеврејских покрета.

#### Литвански Јевреји (Лита'им)
Крајем 18. века дошло је до озбиљног раскола између хасидских и нехасидских Јевреја. Европске Јевреје који су одбацили хасидски покрет следбеници Бал Шем Това прозвали су Миснагдим („противници“). Литванија је постала центар ове опозиције под вођством Вилне Гаона (Елија бен Соломон Залман), која је усвојила епитете Литвише (реч на јидишу), Литвакс (на словенским језицима) или Лита'им (на хебрејском) који се односе на хареди Јевреје који нису хасиди (и такође нису хардали или сефардски хареди). Од тада су све групе хасидског јудаизма теолошки подведене у главни ток ортодоксног јудаизма, посебно хареди јудаизам, иако културне разлике и даље постоје. Литванска духовност углавном се уграђивала у покрет Мусар.

#### Покрети после Просветитељства
Европу крајем 18. века, а затим и остатак света, захватила је група интелектуалних, друштвених и политичких покрета који се заједно називаји Просветитељство. Ови покрети су промовисали научно размишљање, слободну мисао и омогућавали људима да преиспитују раније непомућене верске догме. Еманципација Јевреја у многим европским заједницама и покрет хаскала који је покренуо Мозес Менделсон, донели су просветитељство јеврејској заједници.
Као одговор на изазове интеграције јеврејског живота са просветитељским вредностима, немачки Јевреји су почетком 19. века почели да развијају концепт реформског јудаизма, прилагођавајући јеврејску праксу новим условима све урбанизованије и секуларније заједнице. Упорни противници реформског покрета постали су познати као ортодоскни Јевреји. Касније су припадници Реформског покрета који су осећали да се пребрзо удаљава од традиције основали конзервативни покрет. У исто време, појам „традиционални јудаизам“ укључује ортодоксне са конзервативцима или искључиво ортодоксне Јевреје.
Временом су се појавила три главна покрета (ортодоксни, конзервативни и реформски јудаизам).

##### Ортодоксни јудаизам
Ортодоксни Јевреји углавном себе доживљавају као практиканте нормативног јудаизма, уместо да припадају одређеном покрету. Унутар ортодоксног јудаизма постоји спектар заједница и пракси, у распону од ултраортодоксног хареди јудаизма (харедим) и јеврејског фундаментализма до савременог ортодоксног јудаизма (са новоортодоксијом, отвореном ортодоксијом и верским ционизмом). Ортодоксни Јевреји који су се противили хаскали постали су познати као Хареди Јевреји (Харедим). Ортодоксни Јевреји који су били наклоњени хаскали формирали су оно што је постало познато као новоортодоксни или савремени ортодоксни јудаизам. Отац новоортодоксије је био утицајни немачки рабин Самсон Рафаел Хирш, који је 1851. године прогласио принцип Torah im Derech Eretz - строго поштовање јеврејског закона у активном друштвеном животу - и који је постао рабин прве ортодоксне сепаратистичке групе Реформске заједнице из Франкфурта на Мајни. Поред тога, „центристичку“ ортодоксију представљао је амерички рабин Џозеф Б. Соловејчик повезан са Ортодоксном унијом.
У Израелу, ортодоксни јудаизам заузима привилегован положај: само ортодоксни рабин може постати главни рабин и главни војни рабин; за потребе Закона о повратку признаје се искључиво прелазак на ортодоксни јудаизам; а само ортодоксне синагоге имају право да склапају јеврејске бракове.

##### Конзервативни јудаизам (Масорти)
Конзервативни или масорти јудаизам, настао је у Немачкој у 19. веку, али је институционализован у Сједињеним Државама, где је требало да постане највећи јеврејски покрет. После поделе између реформског и ортодоксног јудаизма, конзервативни покрет је покушао да Јеврејима који траже либерализацију ортодоксне теологије и праксе пружи традиционалнију и на халахи засновану алтернативу реформском јудаизму. Проширио се у ашкенаске заједнице у англофонским земљама и Израелу.

##### Реформски јудаизам
Реформски јудаизам је познат и као либерални или прогресивни јудаизам. Првобитно започет у Немачкој и Холандији око 1820. године као реакција на модерност, наглашава асимилацију и интеграцију са друштвом и личну интерпретацију Торе.

#### Миграција
Конкретни облици које су деноминације попримиле обликовани су имиграцијом јеврејских заједница Ашкеназа, некада концентрисаних у источној и централној Европи, у западне и углавном англофонске земље (посебно у Северну Америку). Средином 20. века институционална подела северноамеричког јудаизма између реформског, конзервативног и ортодоксног покрета и даље је одражавала имигрантско порекло. Реформиски Јевреји у то време били су углавном немачког или западноевропског порекла, док су конзервативни и ортодоксни јудаизам долазили првенствено из источноевропских земаља.

#### Ционисти (Датим) и противционисти
Питање ционизма некада је веома раздвајало јеврејску заједницу. Религијски ционизам комбинује ционизам и ортодоксни јудаизам, заснован на учењима рабина Цви Хирша Калисшера и Абрахама Исака Кука. Назив хардалим („националистички харедим“) односи се на хареди-оријентисану разноликост религијског ционизма. Други облик је рефорски ционизам као ционистички огранак реформског јудаизма.
Верски ционисти (датим) прихватили су ционистички покрет, укључујући и верски кибуцки покрет, као део божанског плана за довођење или убрзање месијанске ере.
Ултраортодоксни јеврејски неционисти веровали су да се повратак у Израел могао догодити само Месијиним доласком, а да је политички покушај поновног успостављања јеврејске државе само људским средствима у супротности са Божјим планом. Неционисти су веровали да би Јевреји требало да се интегришу у земље у којима су живели, уместо да се преселе у Израел. Првобитни оснивачи реформског јудаизма у Немачкој одбацили су традиционалне молитве за обнову Јерусалима. Став међу реформним Јеврејима је да је јудаизам био строго религија, а не нација са културним идентитетом и да Јевреје треба асимилирати да буду лојални грађани својих земаља домаћина, довео је до неционистичког, а понекад и антиционистичког става. После догађаја 20. века, што је најважније холокауста и успостављања модерне државе Израел, опозиција ционизму је у великој мери нестала унутар реформског јудаизма.
Међу већином религиозних нециониста, попут Хабада, постоји de facto признање Израела, али само као секуларне нерелигиозне државе.
Неколико рубних група антициониста не признају легитимитет израелске државе. Међу њима су и ортодоксни Јевреји (Сатмар хасиди, Едах ХаХареиди, Нетуреи Карта) и реформски Јевреји (Амерички савет за јудаизам).

#### Притисци асимилације
Међу најупечатљивијим разликама између јеврејских покрета у 21. веку је њихов одговор на притиске асимилације, попут мешовитих бракова између Јевреја и нејевреја. Реформисти и реконструкционистички рабини највише прихватају мешовите бракове, с тим што су неки рабини спремни служити у мешовитим верским церемонијама, иако већина инсистира на томе да се деца у таквим породицама одгајају строго јеврејски. Конзервативним рабинима није дозвољено да склапају такве бракове, али подржавају парове када нејеврејски партнер жели да пређе на јудаизам и децу одгаја као Јевреје.

### Бета Израел (Хајманот)
Бета Израел (Дом Израелов), позната и као етиопски Јевреји, јеврејска је заједница која се вековима развијала и живела у Етиопији. Већина њих је емигрирала у Израел крајем 20. века. Они су практиковали хајманот (религију), која је уопштено призната као нерабински јудаизам (у Израелу су следбеници и хајманота и рабинског јудаизма). Најсветија књига је Орит (што значи „закон“), која се састоји од Петокњижја уз додатак књига о Исусу Навину, Судијама и Руте. Етиопска Бета Израел је била једина савремена јеврејска група са монашком традицијом у којој су монаси живели одвојени од јеврејских села у манастирима који су постојали до средине 20. века.

### Криптојудаизам
Криптојудаизам је тајно придржавање јудаизма док се јавно исповеда друга вера; практиканти се називају „крипто-Јевреји“ (порекло од грчког криптос - κρυπτος, „скривен“).
У Сједињеним Државама реформски рабин Жак Цукиеркорн један је од предводника покрета за потомке оних крипто-Јевреја који желе да обнове своје везе са јеврејским народом.

### Остале етничке групе
Суботники
Покрет Јевреја руског етничког порекла који се одвојио од осталих суботара крајем 18. века. Већина је припадала рабинском и караитском јудаизму, а мањина духовном хришћанству. Породице суботника су се населиле у Светој земљи у време Османског царства, 1880-их, као део ционистичке Прве алије (насељавања) како би избегле угњетавање у Руском царству, а касније су се углавном венчавали са другим Јеврејима. Њихови потомци били су израелски Јевреји као што су Александар Заид, генерал-мајор Алик Рон и мајка Аријела Шарона.

## Покрети у 20. и 21. веку

### Покрети у 20. веку
Additionally, a number of smaller groups have emerged:
Црни јудаизам
Неке афричке заједнице су следбеници јудаизма, како на афричком континенту, тако и ван њега (попут Северне Америке). Теолошки се одликују селективним прихватањем јудаистичке вере (у неким случајевима такво селективно прихватање има историјску позадину) а систем веровања црног јудаизма значајно се разликује од главних токова јудаизма. Поред тога, иако заједнице црних Јевреја усвајају јудаистичке праксе као што су јеврејски празници и јеврејске молитве, главно јеврејско друштво њих углавном не препознаје као легитимно јеврејске.
Неологни јудаизам
Покрет у Краљевини Мађарској и на њеним територијама изгубљеним 1920. године, који је сличан традиционалнијој грани америчког конзервативног јудаизма.
Јеврејска наука
Формирали су је почетком 20. века Алфред Г. Мозес и Морис Лихтенштајн. Јеврејска наука основана је као противтежа Хришћанској науци (Црква Христова, Сајентисти). Јеврејска наука види Бога као силу или енергију која продире у стварност универзума а нагласак је стављен на улогу потврдне молитве у личном исцељењу и духовном расту. Друштво јеврејске науке у Њујорку је институционални део покрета који редовно објављује The Interpreter, књижевну публикацију покрета.
Реконструкционистички јудаизам
Настао је у периоду између 1920-их и 1940-их, а оснивао га је рабин Мордехај Каплан. Он се одвојио од конзервативног покрета који на јудаизам гледа као на цивилизацију која се прогресивно развија са фокусом на јеврејску заједницу. Централна организација је „Реконструкција јудаизма“. Процене његовог утицаја крећу се од препознавања као четврте главне струје јудаизма до описа као најмањег покрета.
Хуманистички јудаизам
Нетеистички светски покрет који наглашава јеврејску културу и историју као изворе јеврејског идентитета. Настао је у Детроиту 1965. године, оснивач је реформатским рабин Шерви Вајн, а 1969. године основано је Друштво за хуманистички јудаизам.
Покрет Карлебах
Неохасидски покрет инспирисан контракултуром шездесетих година 20. века и основан крајем 1960-их у Сан Франциску (где је отворена Кућа љубави и молитве), затим у Израелу, од музичара, лубавичког хасидског рабина Шломо Карлебаха за повратак секуларне омладине у окриље ортодоксног јудаизма. Покрет нема организациони план и промовише Карлебах минјан, облик јеврејског богослужења кроз песме.
Јеврејска обнова
Делимично синкретистички покрет који је средином 1970-их основао бивши лубавички хасидски рабин Залман Шахтер-Шаломи и који је извирао из контракултуре из 1960-их и из групе Хавурат Шалом. „Бнеи ʻОр“ (Песме светлости) у Филаделфији је била прва заједница обнове, а касније је основана кровна организација „АЛЕФ: Савез за јеврејску обнову“. Његов синкретизам укључује Кабалу, неохасидизам, реконструкционистички јудаизам, Западну будистичку медитацију, суфизам, Њу ејџ, феминизам, либерализам, и тако даље, тежи да прихвати екстатични стил обожавања. Њихове заједнице имају широки поглед на питање припадности јеврејству и избегавају припадност било којој јеврејској заједници.
Конзервадоксни јудаизам
Термин се повремено примењивао за описивање појединаца или нових заједница, које је основао рабин Давид Вајс Халивни 1984. године у Америчкој унији за традиционални јудаизам, смештеној између конзервативаца и модерних ортодоксних Јевреја. Иако већина научника сматра „Унију за традиционални јудаизам“ (раније Унију за традиционални конзервативни јудаизам) новим покретом, неки је придружују десном крилу конзервативног јудаизма.
Кабала центар
Светска Њу ејџ организација коју је 1984. године основао амерички рабин Филип Берг, а која популарише јеврејску мистику међу универзалном публиком.
Лев Тахор
Хареди култ који је 1980-их основао израелско-канадски рабин Шломо Хелбранс, и који следи строгу верзију халахе, укључујући сопствене јединствене праксе попут дугих молитвених сесија, договорених бракова између тинејџера и покривача од главе до пете за жене.
Отворени ортодоксни јудаизам
Покрет који је основао Ави Вајс крајем 1990-их у САД, са сопственим теолошким школама, како за мушкарце (Јешиват Ховевеи Тора), тако и за жене (Јешиват Махарат). Покрет проглашава слобдну или укључујућу ортодоксију са женама рабинима, пуним прихватањем припадника ЛГБТ заједнице и смањењем строгих правила за преобраћење.
Хареди бурка
Хареди бурка је контроверзна ултраортодоксна група са покривачем целокупног тела жене у стилу бурке, укључујући вео који прекрива лице.
Месијански јудаизам
Месијански јудаизам је протестантски покрет који се појавио у последњој половини 20. века међу верницима који су били етнички Јевреји, али су усвојили еванђелску хришћанску веру. ... Шездесетих година 20. века, међу појединцима који су започели нови покушај стварања јеврејског протестантског хришћанства и који су почели да се називају месијанским Јеврејима.
Састоји се од следбеника који желе да комбинују делове рабинског јудаизма са веровањем у Исуса као Месију и друга хришћанска веровања. Научници и главни покрети јудаизма га не сматрају јудаизмом и сматра се обликом протестантског хришћанства. Људи који су постали месијански Јевреји сматрају се хришћанима и према Закону о повратку нису имали право на алију (повратак у Израел).

### Трансденоминационални и постденоминационални јудаизам
Саму идеју јеврејског деноминализма оспоравају неки Јевреји и јеврејске неденоминацијске организације, које себе сматрају „трансденоминацијским“ или „постденоминацијским“. Термин „трансденоминација“ такође се примењивао за описивање нових покрета који се налазе на верском континууму између неких главних токова, на пример, конзервадоксни јудаизам (Унија за традиционални јудаизам).
Појављују се разне нове јеврејске организације којима недостаје таква повезаност:
- Покрет Хавурах је број малих егалитарних екстремних духовних група (први пут се појављује 1960. године у Калифорнији) за молитву као аутономне алтернативе јеврејским покретима. Најистакнутији од њих је Хавурат Шалом у Сомервилу, Масачусетс;
- Независни покрет мињан је јеврејска заједница за богослужење и учење која је вођена лаицима и која се развила независно од успостављених деноминацијских структура и синагога и комбинује халаху са егалитаризмом;[64]
- Међународна федерација рабина, неденоминациона рабинска организација за рабине свих покрета и порекла;[63]
- Неким јеврејским школама недостаје припадност било којем покрету;[63][65] Постоји неколико богословских школа које нису под надзором неке деноминације:
  - Академија за јеврејску религију је трансденоминационално сјемениште са сједиштем у Лос Анђелесу, у Калифорнији. Привлачи чланове из свих деноминација јудаизма. Има програме за рабине, канторе, капелане, вођство заједнице и Клиничко пасторално образовање;[63]
  - Академија за јеврејску религију (Њујорк) је трансденоминационална богословија у Јонкерсу, у држави Њујорк, које обучава рабине и канторе, а нуди и магистарски програм из јеврејских студија;
  - Богословија хебрејског колеџа, у Невтон Центер, Массацхусеттс, близу Бостона;[63]
  - Програм заређења АЛЕФ, неденоминацијско јеврејско семениште у којем се обучавају рабини, кантори, рабински пастири и јеврејски духовници.[66]

Организације попут ове сматрају да су формалне поделе које су се појавиле међу „конфесијама“ у савременој јеврејској историји непотребно раздвајају. Према Рејчел Росентал, "постденоминацијски Јеврејин одбија да буде етикетиран или категоризиран у религији која се заснива на стереотипима. Видео је шта институционални огранци јудаизма нуде и верује да се може створити бољи јудаизам." Такви Јевреји би се из нужде могли повезати са синагогом повезаном са одређеним покретом, али њихова лична јеврејска идеологија често је обликована различитим утицајима више од једне конфесије.

### Бнеи Ноа
Ноахидизам, Ноахидес или Бнеи Ноа (хебр. בני נח, „Нојеви синови“) је нови верски покрет заснован на седам Нојевих заповести. Историјски гледано, хебрејски израз Бнеи Ноа примењиван је на све нејевреје, јер Јевреји верују да су они потомци Нојеви. У данашње време, посебно се користи за означавање оних „Праведних незнабожаца“ који поштују седам Нојевих заповести. Према јеврејском закону, нејевреји (незнабошци) нису обавезни да пређу у јудаизам, али су дужни да поштују ове заповести како би били сигурни да ће имати место у будућем свету (Олам Ха-Ба), што је коначна награда праведника. Савремени ноахидски покрет основали су 1990-их ортодоксни рабини из Израела (углавном везани за хасиде и ционисте).